# Gevora Hotel
O Ahmed Abdul Rahim Al Attar Tower em 28 de Dezembro de 2007
O Ahmed Abdul Rahim Al Attar Tower é um arranha-céu residencial em construído na Sheikh Zayed Road em Dubai, nos Emirados Árabes Unidos. A construção foi suspensa entre novembro de 2006 e maio de 2007 porque o desenvolvedor do projeto atacou a principal contratante (a Al Fara'a Contracting), no entanto, posteriormente o hotel voltou a ser construído com a Naresco Contracting Co como a empresa contratante principal. O edifício tem 356 metros e 76 andares, e foi aberto ao público em 12 de fevereiro de 2018.[carece de fontes?]

## Galeria

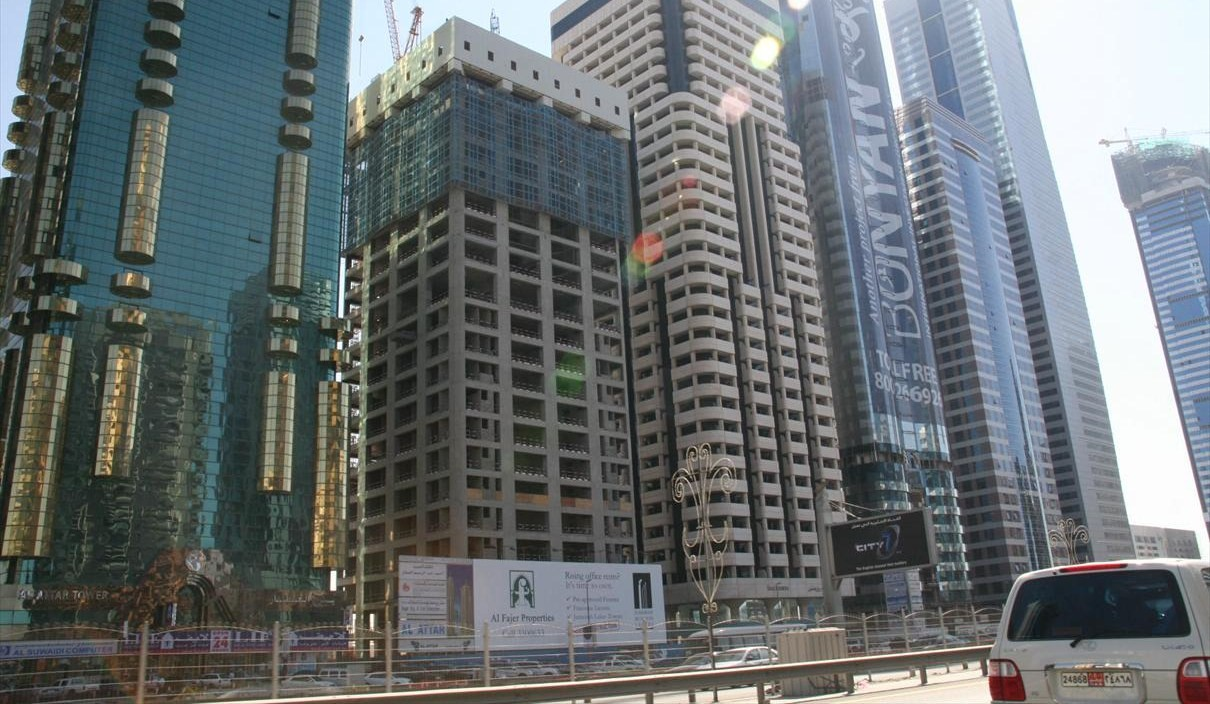
27 de naneiro de 2007
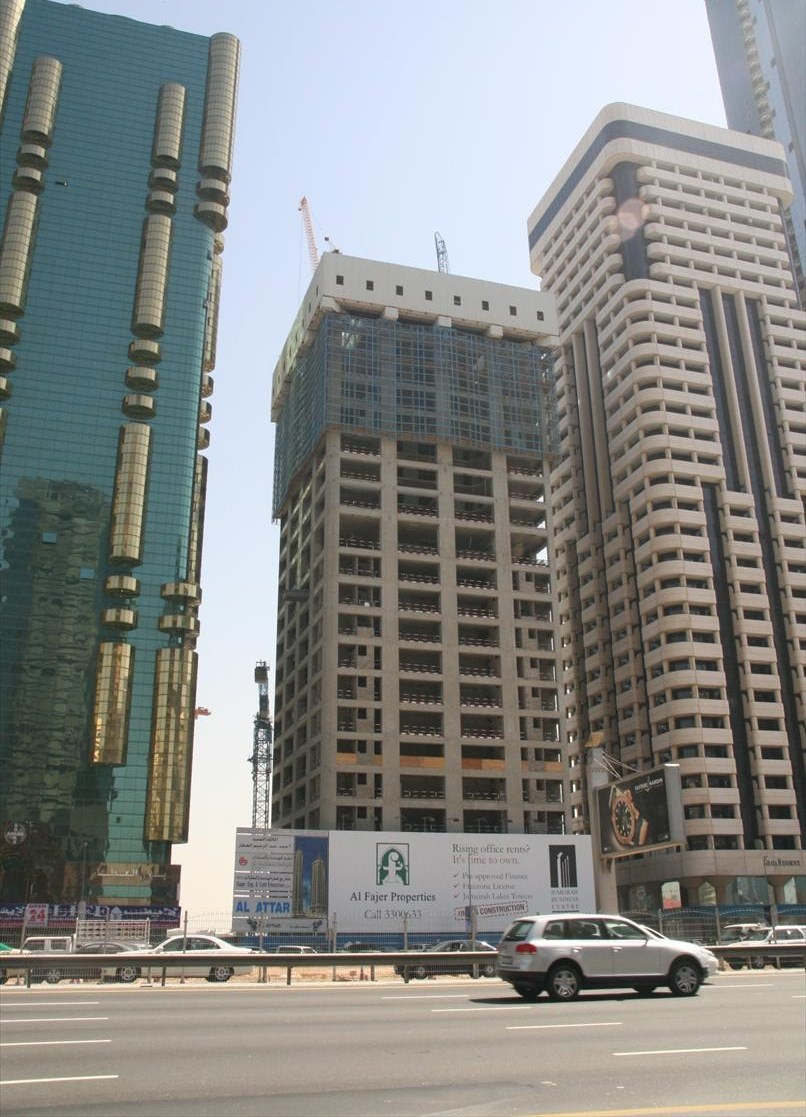
1 de março de 2007
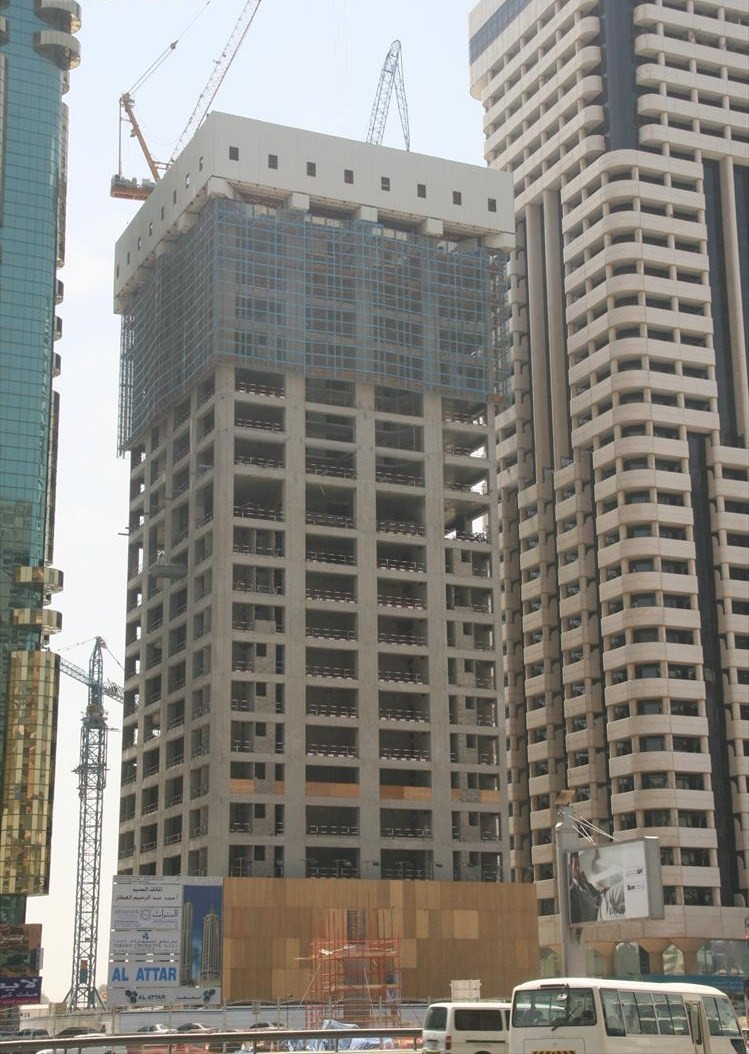
4 de maio de 2007